# John Hunn

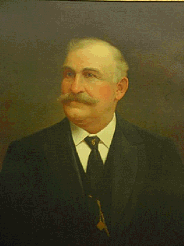
John Hunn

John Hunn (* 29. Juni 1849 bei Middletown, Delaware; † 1. September 1926 in Camden, Delaware) war ein US-amerikanischer Politiker und von 1901 bis 1905 Gouverneur des Bundesstaates Delaware.

## Frühe Jahre
John Hunn entstammte einer Familie, die im Vorfeld des Amerikanischen Bürgerkriegs die Fluchtbewegung entflohener Sklaven aus den Südstaaten tatkräftig unterstützte, was damals strafbar war. Bei einer dieser Gelegenheiten wurde sein Vater mit einem hohen Bußgeld belegt, woraufhin seine Farm versteigert werden musste. Der junge John besuchte eine Quäker-Schule in Camden und das Bordentown New Jersey Institute. Danach begleitete er seinen Vater nach South Carolina, wo dieser in Magnolia und Port Royal in den sogenannten Freedmen Bureaus die ehemaligen Sklaven betreute und mithalf, sie an ihr neues Leben zu gewöhnen.

## Politischer Aufstieg
Im Jahr 1876 kehrte John Hunn nach Delaware zurück, wo er sich in Camden niederließ. Im Nachbarort Wyoming betrieb er einen Handel mit Obst, Getreide und Holz. Politisch war er Mitglied der Republikanischen Partei. Bis zum Jahr 1900 hatte er aber kein öffentliches Amt inne. In der Zeit vor der Jahrhundertwende schaffte es seine Partei, in Delaware Fuß zu fassen. Die ersten Jahrzehnte nach dem Bürgerkrieg spielte sie dort keine Rolle, aber in den 1890er Jahren begann ein rapider Aufschwung, der unter anderem einem Sponsor aus Philadelphia und Abnutzungserscheinungen in der Demokratischen Partei zu verdanken war. Im Jahr 1894 wurde mit Joshua H. Marvil erstmals ein Republikaner zum Gouverneur gewählt. Im Jahr 1900 wurde John Hunn zu deren Spitzenkandidat nominiert und am 6. November des gleichen Jahres mit 53 % der Wählerstimmen gegen den Demokraten Peter J. Ford zum neuen Gouverneur seines Staates gewählt. Diese Wahl hatte Signalwirkung für die nächsten 36 Jahre in Delaware. Erst 1936 wurde mit Richard C. McMullen wieder ein Demokrat zum Gouverneur gewählt.

## Gouverneur von Delaware
John Hunn trat sein neues Amt am 15. Januar 1901 an. Er war der erste Gouverneur, der unter der neuen Staatsverfassung von 1897 amtierte. Damit war er auch der erste Gouverneur von Delaware, der einen Vizegouverneur hatte. Dieser war Philip L. Cannon, der Sohn des früheren Gouverneurs William Cannon. Nach der neuen Verfassung hatte er auch ein Vetorecht gegenüber der Legislative. Unter Gouverneur Hunn wurden endlich die nach dem Bürgerkrieg in Kraft getretenen Zusätze 13–15 zur US-Verfassung in Delaware ratifiziert. Ein Disput innerhalb seiner Partei führte aber dazu, dass es zu Vakanzen bei der Besetzung der US-Senatoren von Delaware kam. Der Sitz des Class-1-Senators war zwischen 1899 und 1903 unbesetzt und der Sitz des Class-2-Senators blieb von 1901 bis 1903 vakant. Erst ab 1903 waren dann beide Stellen wieder besetzt. Gouverneur Hunn setzte sich für die Aufnahme von Frauen am Delaware College ein und machte als erster Gouverneur von Delaware den Vorschlag, Straßen zu asphaltieren. Hunn setzte sich auch für den Naturschutz und öffentliche Büchereien ein.

## Weiterer Lebenslauf
Nach dem Ende seiner Amtszeit am 17. Januar 1905 zog er sich aus der Politik zurück. Er widmete sich seinen geschäftlichen Interessen und wurde unter anderem Vizepräsident der Dover’s First National Bank sowie Direktor der Dover’s National Building and Loan Association. John Hunn starb im Jahr 1926. Mit seiner Frau Sarah Cowgill Emerson hatte er eine Tochter.